# Pálfy G. István
Pálfy G. István (Budapest, 1945. november 15.) magyar újságíró, egyetemi tanár. A Pázmány Péter Katolikus Egyetem esztergomi Vitéz János Karán tanít.[forrás?]

## Életpályája
Szülei: Pálfy István és Krón Magdolna. 1965-1970 között a Kossuth Lajos Tudományegyetem Bölcsészettudományi Karának hallgatója volt. 1970-1982 között az MTV Híradó kulturális riportere, műsorvezetője volt. 1982-1984 között a Magyar Televízió közművelődési főszerkesztőségének rovatvezetőjeként dolgozott. 1984-1987 között a Magyar Ifjúság kulturális rovatvezetője, 1987-1989 között főszerkesztő-helyettese, 1989-ben pedig főszerkesztője volt. 1989-1990 között a Tájékoztatáspolitikai Kollégium tagja volt. 1990-1992 között az MTV Híradó és A Hét főszerkesztője volt, elbocsátották, de 1993-1994 között újra főszerkesztő volt. 1992-1999 között a Magyar Újságírók Közösségének elnökségi tagja volt. 1994-1998 között Ez A Hét című lap főszerkesztője volt. 1997-ben a Magyarok Világszövetsége elnökségi tanácsadója volt. 1997-1998 között az Új Magyarország belpolitikai rovatvezetője volt. 1998 óta a Hungária Tv Közalapítvány kuratóriumának elnökségi tagja (MDF).

## Munkássága
Portréfilmet készített Balogh Jánosról, Bessenyei Ferencről, Domokos Pál Péterről, Kós Károlyról, Lőrincze Lajosról, Péchy Blankáról, Pungor Ernőről, Sütő Andrásról, Szentágothai Jánosról, Vargyas Lajosról. Emlékfilmet készített Tamási Áronról és Czine Mihályról.

## Műsorai
- TV-Híradó (1970-1982)
- Gondolkodó
- Panoráma
- Történelmet hazudni nem lehet (2001)

## Művei
- Jó hazát teremteni (1988)
- Válság és remény (1993)
- A valóság vonzásában. Az újságírói mesterségről; Püski, Bp., 2003
- A szakadék szélén. (S)óhaj a magyar újságírásért; Éghajlat, Bp., 2008
- Így lássa Csoóri Sándort – aki látni akarja; Noran Libro, Bp., 2016

## Díjai
- Magyar Lajos-díj (1988)
- Akadémiai Újságírói Díj (1988)
- Tamási Áron-díj (1996)